# غوردون بلاك (لاعب كريكت)
غوردون بلاك (19 يناير 1885 بسيدني في أستراليا - 6 ديسمبر 1954) (بالإنجليزية: Gordon Black)‏ هو لاعب كريكت أسترالي.

## وصلات خارجية
- غوردون بلاك (لاعب كريكت) على موقع إي آس بي آن كريك إنفو (الإنجليزية)